# Lochstein (Archäologie)

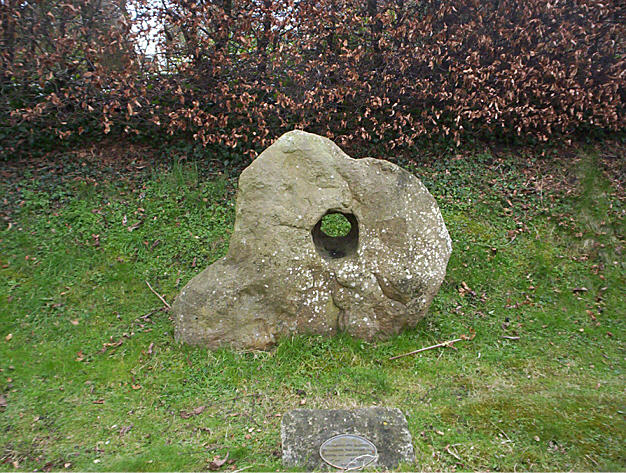
Woodborough Lochstein

Als Lochstein (englisch holed stone; regional auch Quoit) bezeichnet man in der Archäologie
- von Menschenhand durchlochte plattenartige Menhire mit unklarem Alter und unklarer Bedeutung
- vor allem in Österreich vorkommende aufrecht stehende Steine mit künstlichem Loch, die seit dem Mittelalter als Gemarkungsgrenzsteine dienten
- die Ringsteine mesoamerikanischer Ballspielplätze

## Abgrenzung
Nicht als Lochstein bezeichnet man hingegen den mit einem „Seelenloch“ (französisch Pierre percée) versehenen Eingangsstein einer Megalithanlage. Diese sind bei europäischen Galeriegräbern und Dolmen, in Spanien, Irland, Italien, England (Kanalinseln), Frankreich, der Schweiz, Deutschland, Schweden und Russland anzutreffen.

## Britische Inseln

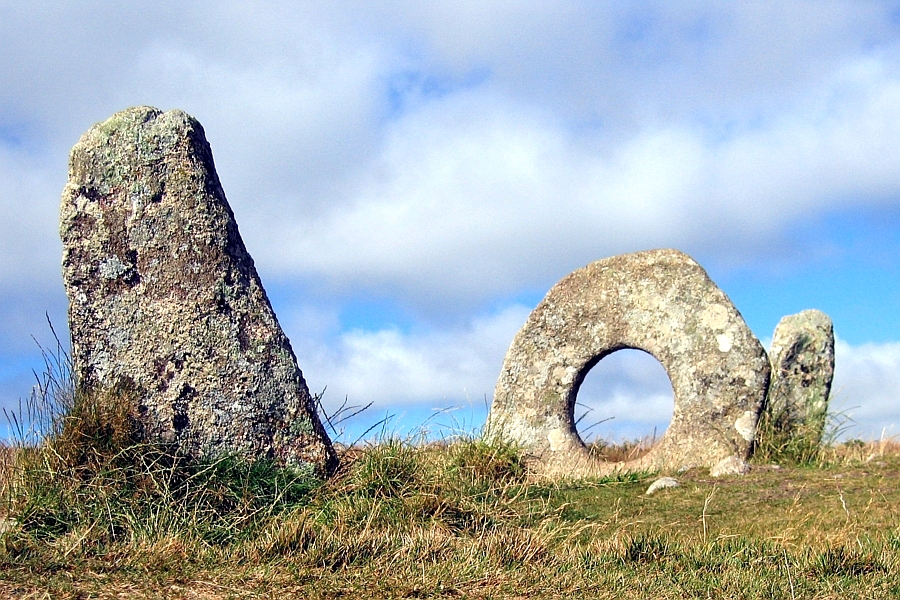
Mên-an-Tol in Cornwall

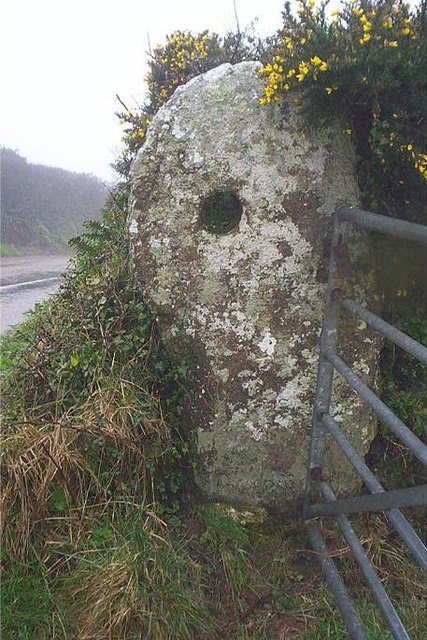
Als Torpfosten benutzter Lochstein, nahe der Merry Maidens in Cornwall

- In der Republik Irland findet sich im County Louth der Hurlstone. Ein kleiner Lochstein steht bei Kilmalkedar im County Kerry. Der Lochstein von Caherurlagh im County Cork ist 2,25 m lang. Der Cloch a’ Phoill oder „Aghade Holed Stone“, ein National Monument steht bei Tullow im County Carlow und einer der „Marriage Stones“ steht auf Cape Clear Island in Cork. Der Stein von Lackendarragh südwestlich von Mallow im County Cork hat, wie einige andere Steine ein natürlich entstandenes kleines Loch. Die meisten Löcher sind rund. Der Lochstein von Derrydarragh im County Sligo steht ein Stein mit nahezu quadratischem Durchbruch. Das Loch im Lochstein von Kilmainhamwood im County Meath ist rechteckig.

- In Nordirland steht der Lochstein von Doagh im County Antrim.
- In Cornwall stehen bei Gweek der Tolvan Holed Stone, bei St Just die Lochsteine von Kenidjack und bei Lamorna der „Merry Maidens Holed Stone“. Der bekannteste Lochstein der Insel ist der mittlere Stein der Megalithanlage Mên-an-Tol.
- Ein Lochstein und ein weiterer Menhir in Staffordshire in den West Midlands in England werden als Devil’s Ring and Finger bezeichnet.
- Der Crow Stone steht in Kirkcowan westlich von Wigtown in Dumfries and Galloway.
- Auf der Orkneyinsel North Ronaldsay steht der nicht ganz stilechte gelochte Stan Stane.

## Alpenraum
Im voralpinen Raum werden oft die stehengelassenen Eintrittssteine eines ausgegangenen Galeriegrabes als Lochsteine bezeichnet. Man nennt diese Durchbohrung auch Seelenloch. Der Ausdruck beruht auf der Vorstellung, die Erbauer der Gräber hätten das Loch in der Frontplatte angebracht, um den Seelen der Bestatteten die Reise ins Jenseits zu ermöglichen.
Die Dolmen vom Typ Schwörstadt im Schweizer Jura weisen solche Lochsteine auf, wie z. B. der Pierre-Percée in Courgenay, der Dolmen von Laufen und der Dolmen von Aesch. Ein weiterer steht auf dem Älbachegg im Kanton Luzern. Beispiele aus Deutschland sind der Dolmen von Degernau und der Heidenstein in Niederschwörstadt.
Die Lochsteine in Österreich sind nicht neolithisch, sondern wohl erst mittelalterlich und dienten als Gemarkungsgrenzsteine, später auch als Zaun- oder Gattersteine.

## Mittelmeerraum
- Dolmen de Viera bei Antequera

## Kaukasus
- Auch in Armenien treten gehäuft Lochsteine auf, wie im Gräberfeld Zorakarer am Südrand des Kaukasus.

## Hercynischer Raum
- Das Seelenloch von Großenrode im Harzvorland[3]
- Eintrittstein des Galeriegrabs Züschen I
- der Menhir Menhir Pierre Percée von Draché mit natürlichem Loch